# Летяжевка (Аркадакский район)
Летяжевка — село в Аркадакском районе Саратовской области России. 
Село входит в состав Семеновского сельского поселения. Имеется железнодорожная станция Летяжевка.

## Население
| 2010 |
| ---- |
| 6    |

## Уличная сеть
В селе одна улица: ул. Прихоперская.

## История
Согласно «Списку населенных мест Российской империи по сведениям 1859 года» Саратовская губерния, Балашовский уезд, стан 1: деревня Летяжевка владельческая, на правом берегу реки Хопер, число дворов - 65, жителей мужского пола - 363, женского пола - 381.
В 1930-е годы XX века в селе была собственная МТС, обслуживающая девять хозяйств. В самом селе была  сельхозартель «Красный плуг», которое объединяло 176 дворов, 2572 гектаров земли. В последующие годы МТС была переведена в село Семеновка.

## Известные уроженцы
- Мачин, Михаил Григорьевич — Герой Советского Союза, генерал-лейтенант авиации.
- Шаталин, Иван Иванович — Герой Советского Союза
- Шаталин, Григорий Иванович - советский государственный и партийный деятель.